# Rock Falls (Illinois)
Pour les articles homonymes, voir Rock Falls.
Rock Falls est une petite ville du comté de Whiteside, dans l'Illinois, aux États-Unis. Elle est située en bordure de la rivière Rock qui la sépare de Sterling. La ville est incorporée le 8 juillet 1889.

## Démographie
Lors du recensement de 2010, la ville comptait une population de 9 266 habitants. Elle est estimée, en 2016, à 8 993 habitants.

## Personnalités liées à la ville
- Frank Harts (en), acteur.
- Jakob Junis, lanceur des Royals de Kansas City de la Ligue majeure de baseball.
- Louie Bellson, batteur.
- Otis Adelbert Kline (en), romancier.
- Wayne Arey, acteur.
- Zelma O'Neal, actrice.

## Source de la traduction
- (en) Cet article est partiellement ou en totalité issu de l’article de Wikipédia en anglais intitulé « Rock Falls, Illinois » (voir la liste des auteurs).